# انجیل‌لی
انجیل‌لی (به لاتین: İncilli) یک منطقه مسکونی در جمهوری آذربایجان است که در شهرستان جلیل‌آباد واقع شده است. انجیل‌لی ۶۴۵ نفر جمعیت دارد.